# Lasioglossum frenchi
Lasioglossum frenchi är en biart som först beskrevs av Cockerell 1904.  Lasioglossum frenchi ingår i släktet smalbin, och familjen vägbin. Inga underarter finns listade i Catalogue of Life.